# Villamalur
Villamalur là một đô thị trong tỉnh Castellón, Cộng đồng Valencia, Tây Ban Nha. Đô thị Villamalur có diện tích 19,5 km², dân số theo điều tra năm 2010 của Viện thống kê quốc gia Tây Ban Nha là 102 người. Đô thị Villamalur nằm ở khu vực có độ cao 644 mét trên mực nước biển.